# 奈兒·阿爾美達
奈兒·阿爾美達（1984年1月23日—）是一名安哥拉手球運動員，曾代表國家參加2012年倫敦奧運的女子手球比賽，並未獲得獎牌。